# Chrysomma
Chrysomma är ett släkte med fåglar i familjen papegojnäbbar (Sylviidae) inom ordningen tättingar.

## Arter i släktet
Släktet omfattar de två arterna eldögonsångare (Chrysomma sinense) och sockersångare (Chrysomma altirostre) som båda förekommer i orientaliska ekoregionen. Vissa för även roststjärtad sångare (Moupinia poecilotis) till släktet, men genetiska studier visar att de inte är varandras närmaste släktingar.

## Familjetillhörighet
Tidigare behandlades släktet som medlem av familjen timalior. DNA-studier visar dock att det tillhör en grupp små tättingar bestående av papegojnäbbar (Conostoma samt det numera uppdelade släktet Paradoxornis), den amerikanska arten messmyg, de tidigare cistikolorna i Rhopophilus samt en handfull släkten som tidigare också ansågs vara timalior (Fulvetta, Lioparus, Myzornis och Moupinia). Denna grupp är i sin tur närmast släkt med sylvior i Sylviidae och har tidigare inkluderats i den familjen. Enligt sentida studier skilde sig dock de båda grupperna sig åt för hela cirka 19 miljoner år sedan, varför tongivande International Ornithological Congress (IOC) numera urskilt dem till en egen familj, Paradoxornithidae. Denna linje följs här.